# Mariakapel (Einighausen)
De Mariakapel is een kapel in Einighausen in de Nederlands Zuid-Limburgse gemeente Sittard-Geleen. De kapel staat aan de noordkant van het dorp aan de Einighauserweg bij nummer 2a. Aan de andere uiteindes van het dorp staan ook kapellen, te weten de Sint-Theresiakapel in het zuiden op de hoek van de Heistraat met de Theresiastraat en de Onze-Lieve-Vrouw-van-Rustkapel in het noordoosten op de hoek van de Veeweg met de straat Leeuwerik.
De kapel is gewijd aan Maria, specifiek aan Onze-Lieve-Vrouw van Lourdes.

## Geschiedenis
In 1905 werd er aan de Brandstraat een kapel gebouwd.
In de jaren 1970-1971 kocht de gemeente Limbricht een stuk grond aan, inclusief de kapel, met als doel om de weg te kunnen verbreden. Buurtbewoners wilden niet dat de kapel werd afgebroken, maar op 16 januari 1971 gebeurde dit toch. De burgemeester Frans Corten beloofde nog voor de afbraak dat er een nieuwe kapel gebouwd zou worden op een geschiktere plek en in de nieuw te bouwen kapel zou dan het beeld weer een plek krijgen.
Op 12 juni 1971 werd er een nieuwe houten kapel geplaatst en in deze kapel kwam het Mariabeeldje te staan.
In 1979 werd het beeldje uit de kapel gestolen en werd nooit meer teruggevonden. Er werd een nieuw beeld verkregen via Huize Klein Bethlehem en men liet een nieuwe kapel bouwen. Op 16 november 1980 werd de nieuwe kapel door de pastoor ingezegend.

## Bouwwerk
De bakstenen kapel heeft een driezijdige koorsluiting en wordt gedekt door een schilddak met natuurstenen leien. Op de nok van het dak is een piron geplaatst. In de schuin geplaatste gevels aan de achterzijde is er een spitsboogvenster aangebracht. Op de hoeken van de frontgevel zijn er steunberen geplaatst die aan de bovenzijde bekroond zijn met een bol. De verhoogde frontgevel is een topgevel die bekroond met een cementstenen kruis en in de frontgevel is een gevelsteen aangebracht met het jaartal 1981. In de frontgevel bevindt zich de spitsboogvormige toegang tot de kapel die wordt afgesloten met een ijzeren hekwerk en plexiglas.
Van binnen is de kapel bekleed met gele bakstenen en heeft het een houten plafond. Tegen de achterwand is een massief bakstenen altaar gemetseld en afgeschuind is. Aan de voorzijde van het altaar is een natuurstenen kruis aangebracht. Op het altaar staat een beeld van Onze-Lieve-Vrouw van Lourdes dat een biddende Maria toont met haar handen samengevouwen.